# Geoffrey Bennington
Geoffrey Bennington, född 24 juli 1956, är en brittisk filosof och litteraturkritiker. Han är professor i komparativ litteraturvetenskap vid Emory University i Atlanta och professor i filosofi vid European Graduate School i Saas-Fee i Schweiz.